# Chatroom (película)
Chatroom (2010) es una película británica de drama y suspense, dirigida por Hideo Nakata, que trata sobre cinco jóvenes que se conocen en la internet y se alientan unos a otros a comportarse mal.

## Sinopsis
Los jóvenes se reúnen en las salas de chat, y en muchas ocasiones, las celebraciones tienen lugar en la sala principal del chat llamada "Chelsea teens!". La sala de chat es retratada en la pantalla como una sala de la vida real donde la gente habla como en una sala regular de chat en una pantalla de computador. Después de que un pedófilo que se hace pasar por una chica entra en la sala de chat, instalan una alarma para darle seguridad plena al sitio. El mal comportamiento del personaje principal produce rápidamente problemas con los padres que tratan de quitarle su computador y el teléfono celular. Las cosas se ponen aún más complicadas con el crimen, la policía, armas y un intento de suicidio.

## Reparto
- Aaron Taylor-Johnson como William.
- Imogen Poots como Eva.
- Matthew Beard como Jim.
- Hannah Murray como Emily.
- Daniel Kaluuya como Mo.
- Megan Dodds como Grace.
- Michelle Fairley como Rosie.
- Nicholas Gleaves como Paul.
- Jacob Anderson como Si.
- Tuppence Middleton como Candy.
- Ophelia Lovibond como Charlotte.
- Richard Madden como Ripley.
- Gerald Home como Layton.

## Producción
La película se filmó a comienzos de 2010 en los Estudios Shepperton en Shepperton, Surrey, con algunas escenas exteriores rodadas en Camden y Primrose Hill. La película está basada en un guion de Enda Walsh, quien escribió la obra de teatro que lleva el mismo nombre.

## Estreno
La película se estrenó en la sección Un Certain Regard del Festival de Cannes del año 2010. El estreno en teatros fue a finales de 2010. En Francia se estrenó a finales del verano de 2010. En septiembre de 2010, la película adquirió un distribuidor británico. Revolver Entertainment también planeó una campaña especial de mercadeo en línea para la película.